# Capdenac-Gare

Capdenac-Gare este o comună în departamentul Aveyron din sudul Franței. În 1 ianuarie 2022 avea o populație de 4.394 de locuitori.